# Paravitrea
Paravitrea är ett släkte av snäckor. Paravitrea ingår i familjen Zonitidae.

## Dottertaxa tillParavitrea, i alfabetisk ordning[1]
- Paravitrea alethia
- Paravitrea amicalola
- Paravitrea andrewsae
- Paravitrea aulacogyra
- Paravitrea bellona
- Paravitrea bidens
- Paravitrea blarina
- Paravitrea calcicola
- Paravitrea capsella
- Paravitrea ceres
- Paravitrea clappi
- Paravitrea conecuhensis
- Paravitrea dentilla
- Paravitrea diana
- Paravitrea grimmi
- Paravitrea hera
- Paravitrea lacteodens
- Paravitrea lamellidens
- Paravitrea lapilla
- Paravitrea metallacta
- Paravitrea mira
- Paravitrea multidentata
- Paravitrea petrophila
- Paravitrea pilsbryana
- Paravitrea placentula
- Paravitrea pontis
- Paravitrea reesei
- Paravitrea septadens
- Paravitrea seradens
- Paravitrea significans
- Paravitrea simpsoni
- Paravitrea smithi
- Paravitrea subtilis
- Paravitrea tantilla
- Paravitrea ternaria
- Paravitrea tiara
- Paravitrea toma
- Paravitrea tridens
- Paravitrea umbilicaris
- Paravitrea variabilis
- Paravitrea varidens